# Nipper's Busy Holiday
Nipper's Busy Holiday è un cortometraggio muto del 1915 in un rullo. Il nome del regista non viene riportato nei credit del film che ha come protagonista il personaggio di Nipper, interpretato da Lupino Lane.

## Trama
Un ragazzo, alle prese con un professore che gli sta addosso, si fa passare per sua zia.

## Produzione
Il film fu prodotto dalla John Bull.

## Distribuzione
Distribuito dalla Davison Film Sales Agency (DFSA), il film - un cortometraggio in una bobina - uscì nelle sale cinematografiche britanniche nell'ottobre 1915. La stessa casa di distribuzione ne curò una riedizione uscita nel 1919.